# Neuvy-en-Beauce
Pour les articles homonymes, voir Neuvy.
Neuvy-en-Beauce est une ancienne commune française située dans le département d'Eure-et-Loir, en région Centre-Val de Loire, intégrée le 1er janvier 2025 dans la commune nouvelle de Neuville Saint Denis.

## Géographie

### Situation
Neuvy-en-Beauce est un petit village qui se situe à 10 km de Toury et environ 20 km d'Angerville.
Il faut environ 45 min pour aller à Orléans et un peu plus d'1 h pour Paris.

Situation géographique
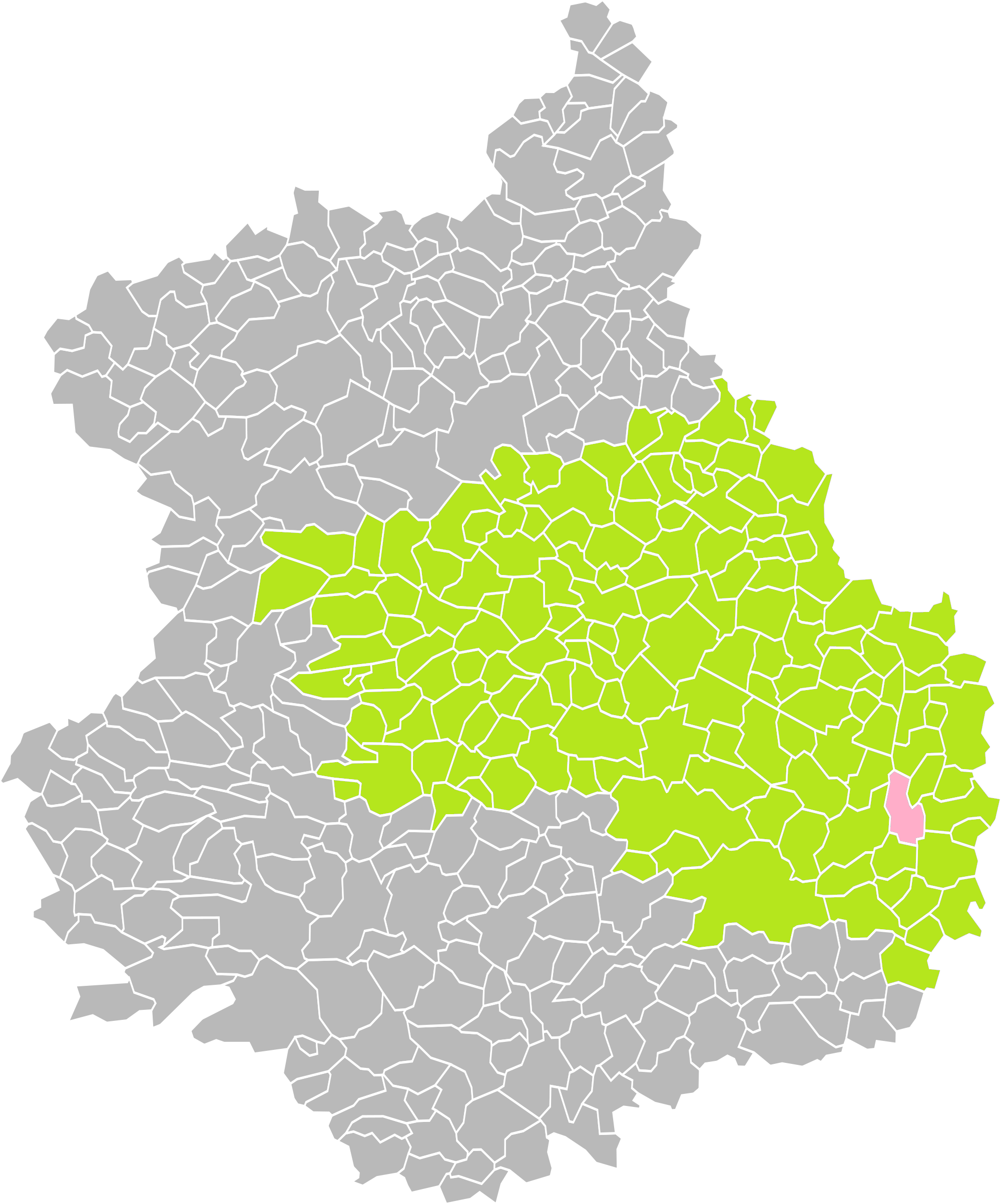
Neuvy-en-Beauce dans son arrondissement.
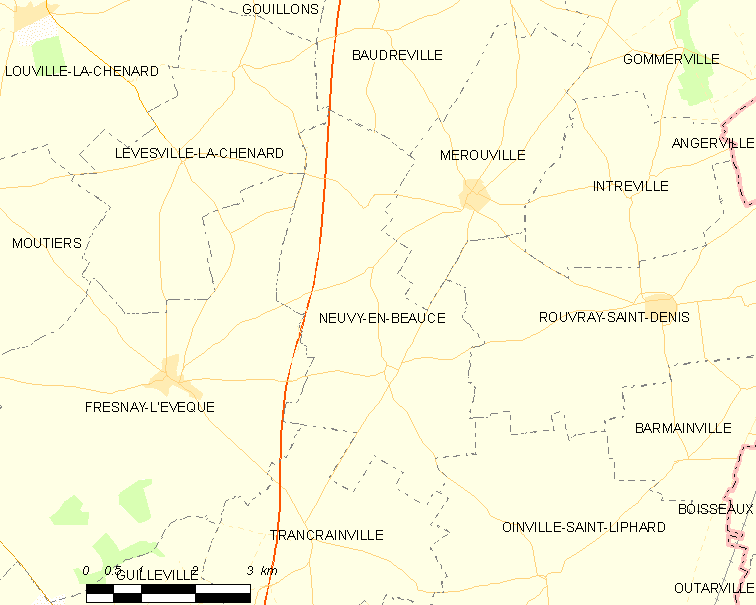
Carte de la commune de Neuvy-en-Beauce.

### Communes limitrophes
| Levesville-la-Chenard | Baudreville     | Mérouville             |
| Fresnay-l'Évêque      | Neuvy-en-Beauce | Rouvray-Saint-Denis    |
|                       | Trancrainville  | Oinville-Saint-Liphard |

### Hameaux
- Berthouvilliers.
- Meulières.

### Climat
Pour des articles plus généraux, voir Climat du Centre-Val de Loire et Climat d'Eure-et-Loir.
En 2010, le climat de la commune est de type climat océanique dégradé des plaines du Centre et du Nord, selon une étude du CNRS s'appuyant sur une série de données couvrant la période 1971-2000. En 2020, Météo-France publie une typologie des climats de la France métropolitaine dans laquelle la commune est exposée à un climat océanique altéré et est dans la région climatique  Sud-ouest du bassin Parisien, caractérisée par une faible pluviométrie, notamment au printemps (120 à 150 mm) et un hiver froid (3,5 °C). 
Pour la période 1971-2000, la température annuelle moyenne est de 10,8 °C, avec une amplitude thermique annuelle de 14,9 °C. Le cumul annuel moyen de précipitations est de 638 mm, avec 10,7 jours de précipitations en janvier et 7,6 jours en juillet. Pour la période 1991-2020, la température moyenne annuelle observée sur la station météorologique de Météo-France la plus proche, « Louville », sur la commune de Louville-la-Chenard à 9 km à vol d'oiseau, est de 11,5 °C et le cumul annuel moyen de précipitations est de 625,8 mm,. Pour l'avenir, les paramètres climatiques de la commune estimés pour 2050 selon différents scénarios d'émission de gaz à effet de serre sont consultables sur un site dédié publié par Météo-France en novembre 2022.

## Urbanisme

### Typologie
Au 1er janvier 2024, Neuvy-en-Beauce est catégorisée commune rurale à habitat dispersé, selon la nouvelle grille communale de densité à 7 niveaux définie par l'Insee en 2022.
Elle est située hors unité urbaine. Par ailleurs la commune fait partie de l'aire d'attraction de Paris, dont elle est une commune de la couronne,. 

### Occupation des sols
L'occupation des sols de la commune, telle qu'elle ressort de la base de données européenne d’occupation biophysique des sols Corine Land Cover (CLC), est marquée par l'importance des territoires agricoles (98,1 % en 2018), en diminution par rapport à 1990 (100 %). La répartition détaillée en 2018 est la suivante : 
terres arables (98,1 %), zones urbanisées (1,7 %), zones industrielles ou commerciales et réseaux de communication (0,2 %). L'évolution de l’occupation des sols de la commune et de ses infrastructures peut être observée sur les différentes représentations cartographiques du territoire : la carte de Cassini (XVIIIe siècle), la carte d'état-major (1820-1866) et les cartes ou photos aériennes de l'IGN pour la période actuelle (1950 à aujourd'hui).

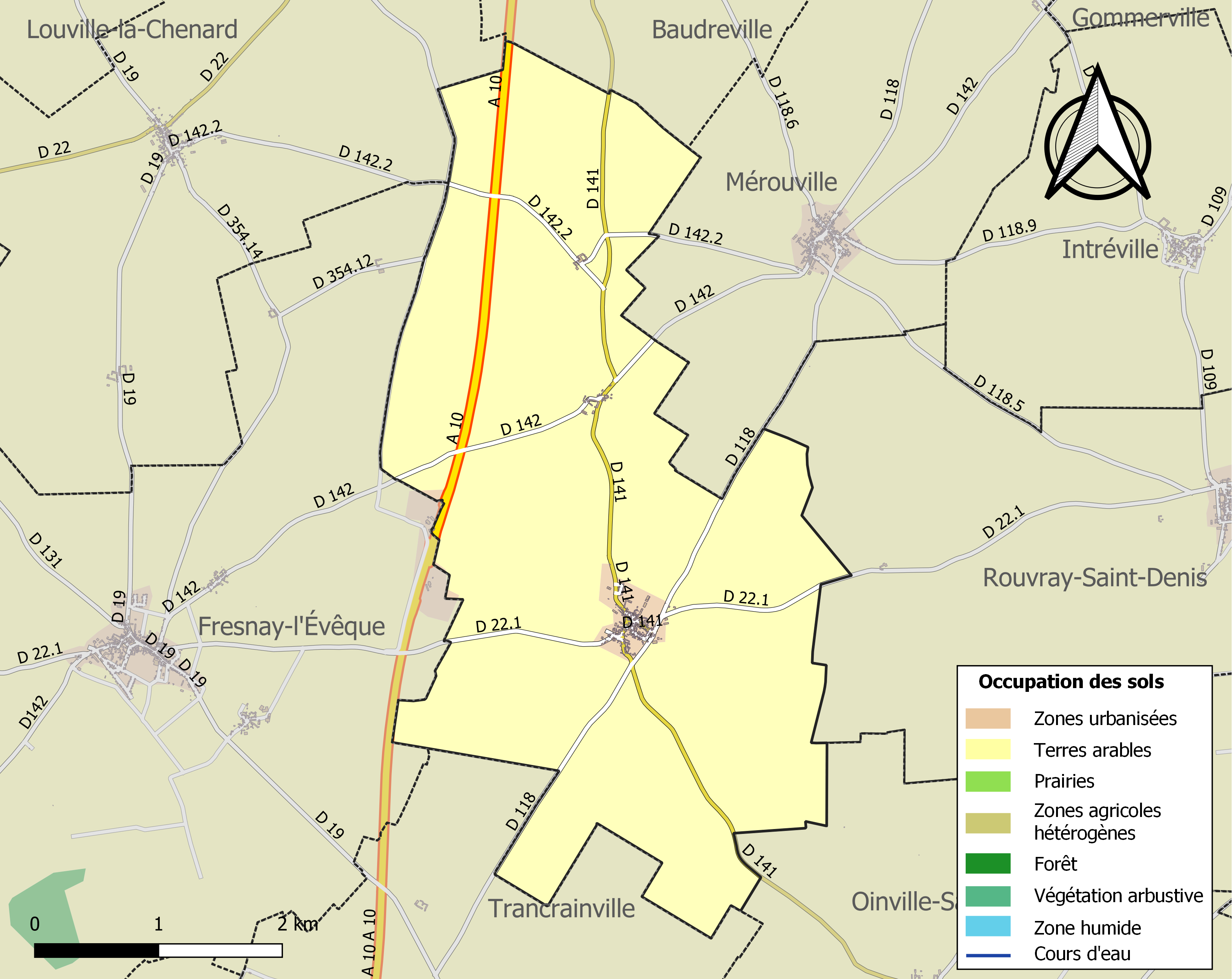
Carte des infrastructures et de l'occupation des sols de la commune en 2018 (CLC).

### Risques majeurs
Le territoire de la commune de Neuvy-en-Beauce est vulnérable à différents aléas naturels : météorologiques (tempête, orage, neige, grand froid, canicule ou sécheresse), inondations, mouvements de terrains et séisme (sismicité très faible). Il est également exposé à un risque technologique, le transport de matières dangereuses. Un site publié par le BRGM permet d'évaluer simplement et rapidement les risques d'un bien localisé soit par son adresse soit par le numéro de sa parcelle.

#### Risques naturels
Certaines parties du territoire communal sont susceptibles d’être affectées par le risque d’inondation par débordement de cours d'eau, notamment La commune a été reconnue en état de catastrophe naturelle au titre des dommages causés par les inondations et coulées de boue survenues en 1999,.

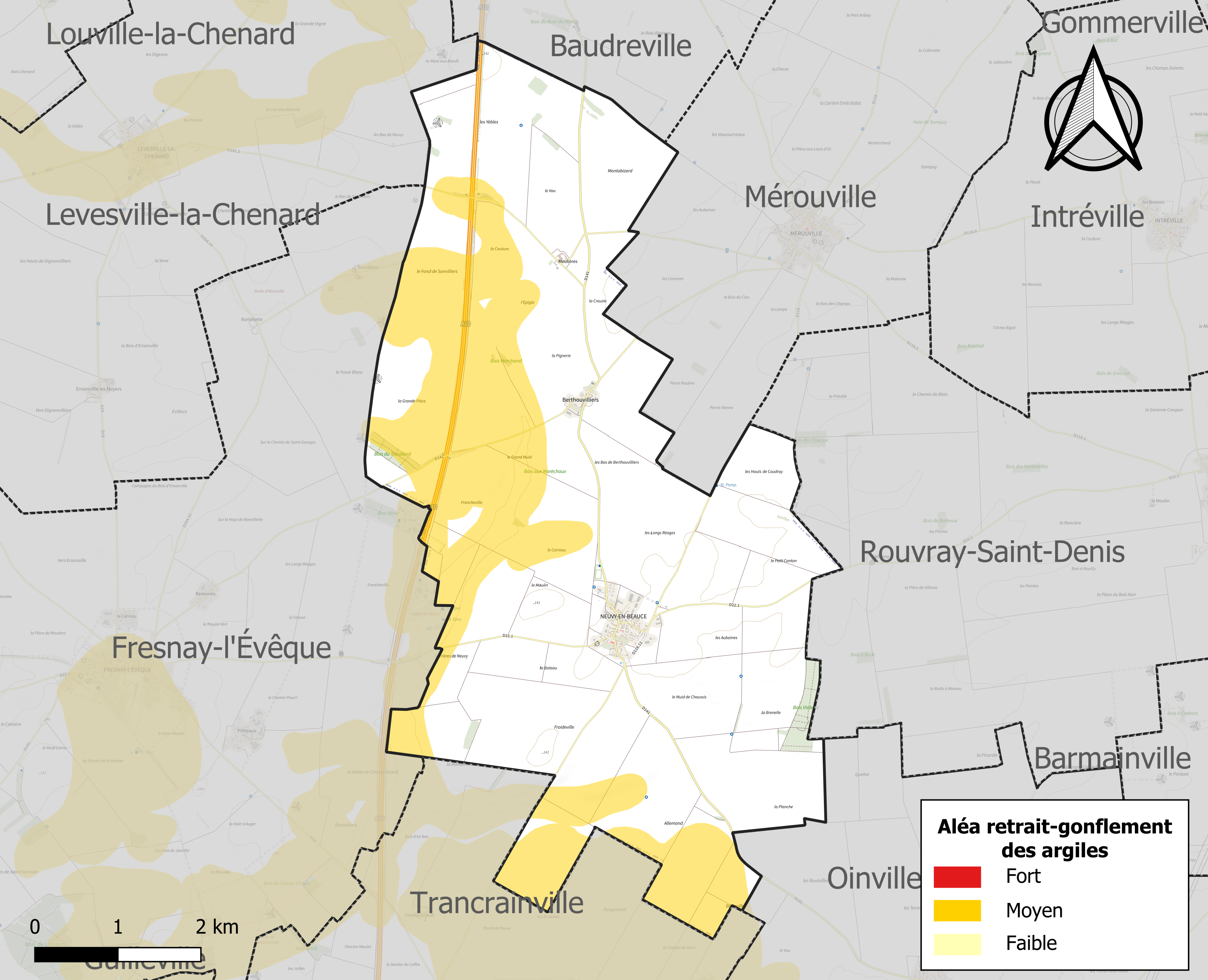
Carte des zones d'aléa retrait-gonflement des sols argileux de Neuvy-en-Beauce.

Les mouvements de terrains susceptibles de se produire sur la commune sont des affaissements et effondrements liés aux cavités souterraines. L'inventaire national des cavités souterraines permet de localiser celles situées sur la commune.
Le retrait-gonflement des sols argileux est susceptible d'engendrer des dommages importants aux bâtiments en cas d’alternance de périodes de sécheresse et de pluie. 27,6 % de la superficie communale est en aléa moyen ou fort (52,8 % au niveau départemental et 48,5 % au niveau national). Sur les 105 bâtiments dénombrés sur la commune en 2019, 0 sont en aléa moyen ou fort, soit 0 %, à comparer aux 70 % au niveau départemental et 54 % au niveau national. Une cartographie de l'exposition du territoire national au retrait gonflement des sols argileux est disponible sur le site du BRGM,.
Concernant les mouvements de terrains, la commune a été reconnue en état de catastrophe naturelle au titre des dommages causés par des mouvements de terrain en 1999.

#### Risques technologiques
Le risque de transport de matières dangereuses sur la commune est lié à sa traversée par des infrastructures routières ou ferroviaires importantes ou la présence d'une canalisation de transport d'hydrocarbures. Un accident se produisant sur de telles infrastructures est en effet susceptible d’avoir des effets graves au bâti ou aux personnes jusqu’à 350 m, selon la nature du matériau transporté. Des dispositions d’urbanisme peuvent être préconisées en conséquence.

## Toponymie
Le nom de la localité est attesté sous les formes Nove Ville en 1065, Novus Vicus vers 1123.
De l'adjectif latin novus, « neuf » et vicus, « village ».
La Beauce est une région naturelle, à vocation agricole, très fertile.

## Histoire

### Époque contemporaine

#### XXesiècle
Entre le 29 janvier 1939 et le 8 février, plus de 2 000 réfugiés espagnols fuyant l'effondrement de la république espagnole devant les troupes de Franco, arrivent en Eure-et-Loir. Devant l'insuffisance des structures d'accueil (le camp de Lucé et la prison de Châteaudun rouverte pour l’occasion), 53 villages sont mis à contribution, dont Neuvy-en-Beauce. Les réfugiés, essentiellement des femmes et des enfants (les hommes sont désarmés et retenus dans le sud de la France), sont soumis à une quarantaine stricte, vaccinés, le courrier est limité, le ravitaillement, s'il est peu varié et cuisiné à la française, est cependant assuré. Une partie des réfugiés rentrent en Espagne, incités par le gouvernement français qui facilite les conditions du retour, mais en décembre, 922 ont préféré rester et sont rassemblés à Dreux et Lucé.

## Politique et administration

### Liste des maires
| Période                                  | Période  | Identité          | Étiquette | Qualité |
| ---------------------------------------- | -------- | ----------------- | --------- | ------- |
| janvier 2025                             | En cours | Jacques Couturier |           |         |
| Les données manquantes sont à compléter. |          |                   |           |         |

| Période                                  | Période       | Identité           | Étiquette | Qualité                              |
| ---------------------------------------- | ------------- | ------------------ | --------- | ------------------------------------ |
| Les données manquantes sont à compléter. |               |                    |           |                                      |
| mars 2001                                | mars 2008     | Philippe Couturier |           |                                      |
| mars 2008                                | avril 2014    | Yves Geay          |           |                                      |
| avril 2014                               | décembre 2024 | Jacques Couturier, |           | Agriculteur sur moyenne exploitation |

## Population et société

### Démographie
| 1793 | 1800 | 1806 | 1821 | 1831 | 1836 | 1841 | 1846 | 1851 |
| ---- | ---- | ---- | ---- | ---- | ---- | ---- | ---- | ---- |
| 377  | 393  | 383  | 382  | 355  | 375  | 361  | 425  | 407  |

| 1856 | 1861 | 1866 | 1872 | 1876 | 1881 | 1886 | 1891 | 1896 |
| ---- | ---- | ---- | ---- | ---- | ---- | ---- | ---- | ---- |
| 411  | 396  | 418  | 395  | 409  | 395  | 396  | 373  | 327  |

| 1901 | 1906 | 1911 | 1921 | 1926 | 1931 | 1936 | 1946 | 1954 |
| ---- | ---- | ---- | ---- | ---- | ---- | ---- | ---- | ---- |
| 349  | 326  | 335  | 301  | 276  | 304  | 288  | 271  | 270  |

| 1962 | 1968 | 1975 | 1982 | 1990 | 1999 | 2004 | 2006 | 2009 |
| ---- | ---- | ---- | ---- | ---- | ---- | ---- | ---- | ---- |
| 269  | 262  | 221  | 184  | 180  | 179  | 172  | 167  | 182  |

| 2014 | 2019 | 2022 | - | - | - | - | - | - |
| ---- | ---- | ---- | - | - | - | - | - | - |
| 212  | 208  | 218  | - | - | - | - | - | - |

## Économie

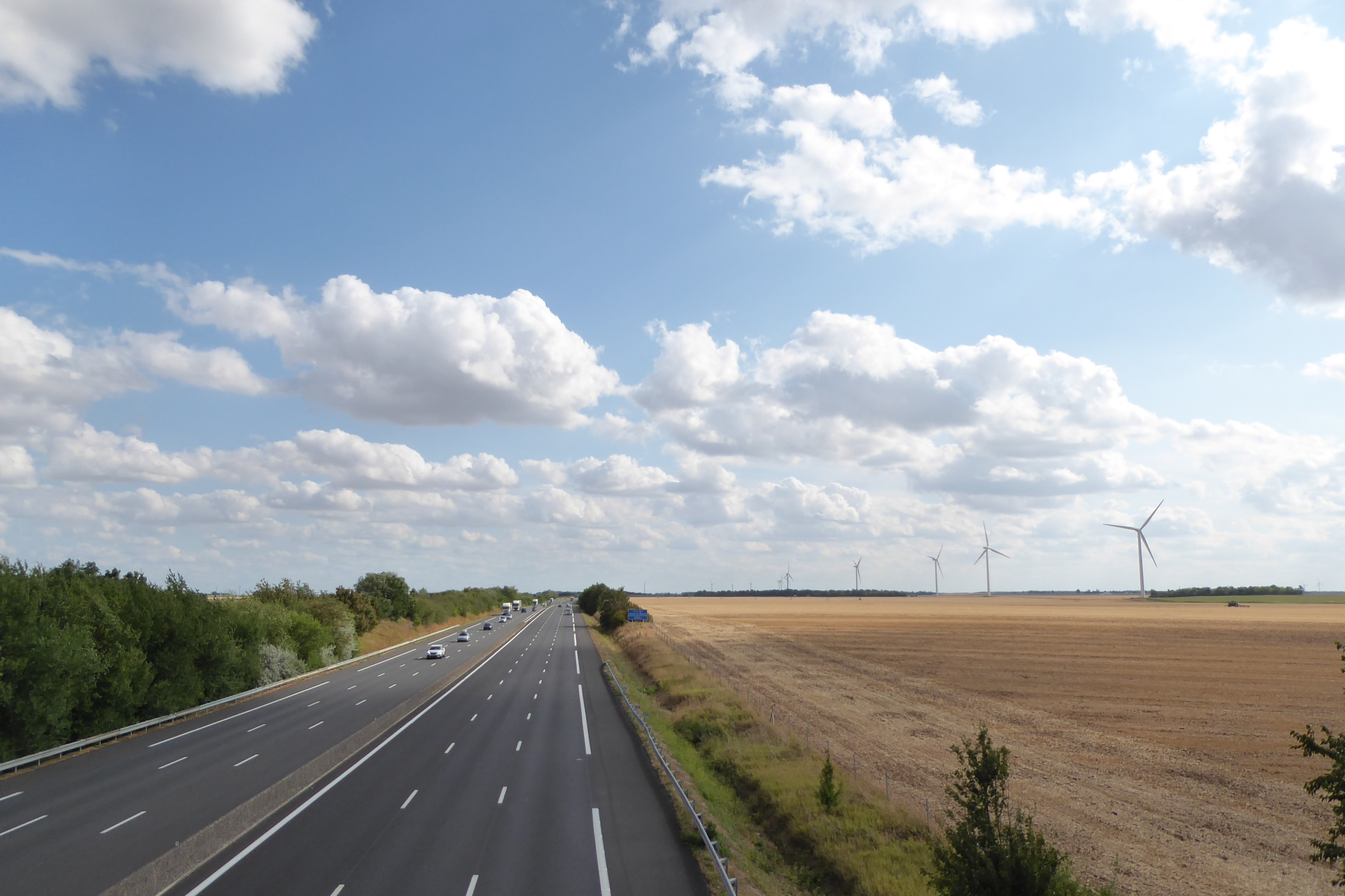
Enjambement de l'A10 par la D142.2.

### Parc éolien du chemin d'Ablis
Installé en 2008 par EDF Énergies Nouvelles, le long de l'autoroute A10 sur les communes de Léthuin, Neuvy-en-Beauce, Baudreville, Gouillons et Vierville, ce parc réunit vingt-six turbines Senvion MM92 d'une puissance de 2 MW, développant une puissance totale de 52 MW.
Sa production est équivalente à la consommation électrique annuelle de 70 000 habitants.

### Parc éolien du Grand Camp
Implanté également sur les communes voisines de Barmainville, Oinville-Saint-Liphard et Rouvray-Saint-Denis, le parc éolien du Grand Camp, mis en service en septembre 2010 par Boralex, réunit 5 turbines Enercon E82 d'une puissance de 2 MW chacune, totalisant une puissance de 10 MW.

## Culture locale et patrimoine

### Lieux et monuments
- L'église Saint-Julien du XVIe siècle.

Lieux et monuments
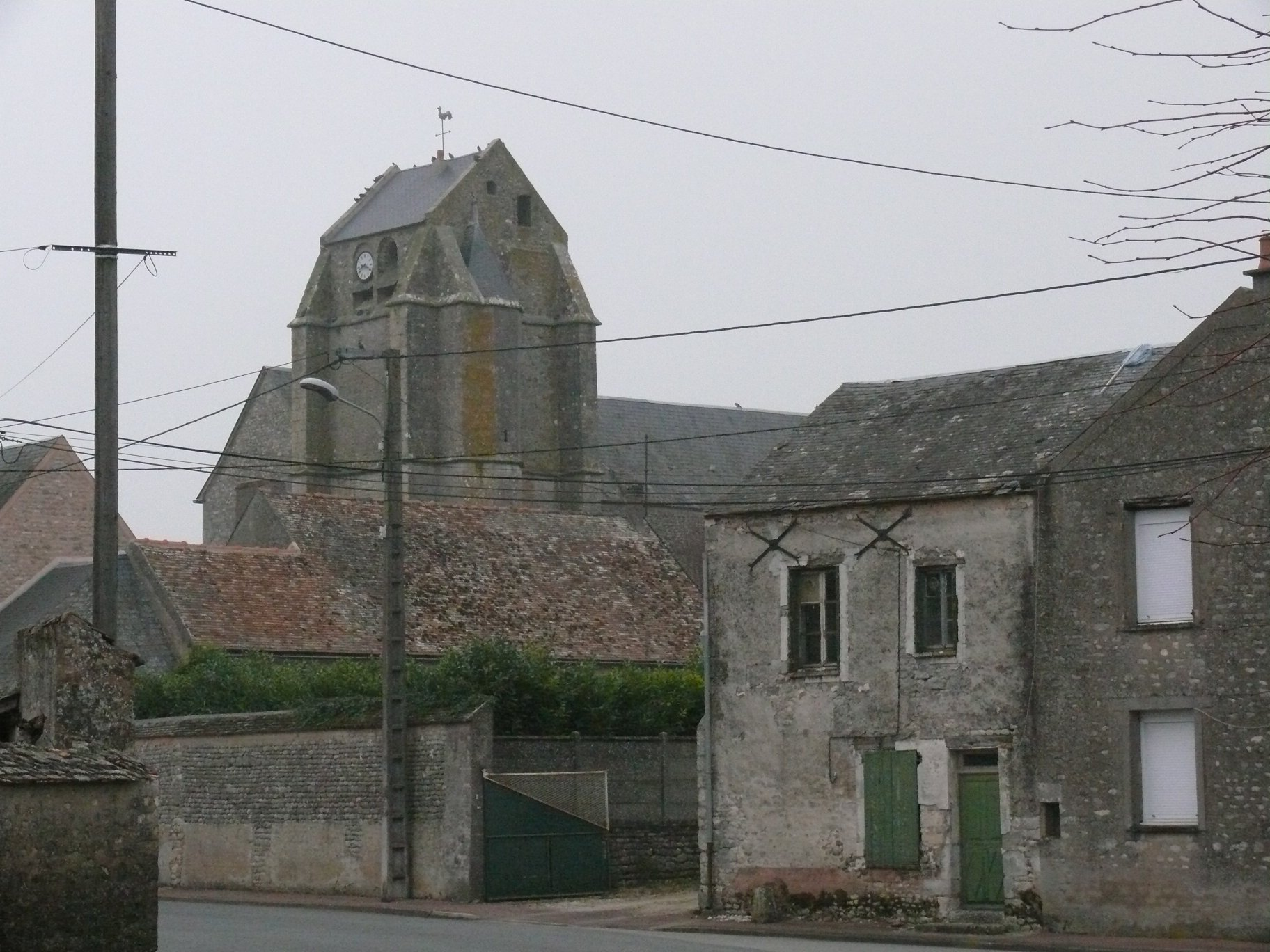
Vue générale.
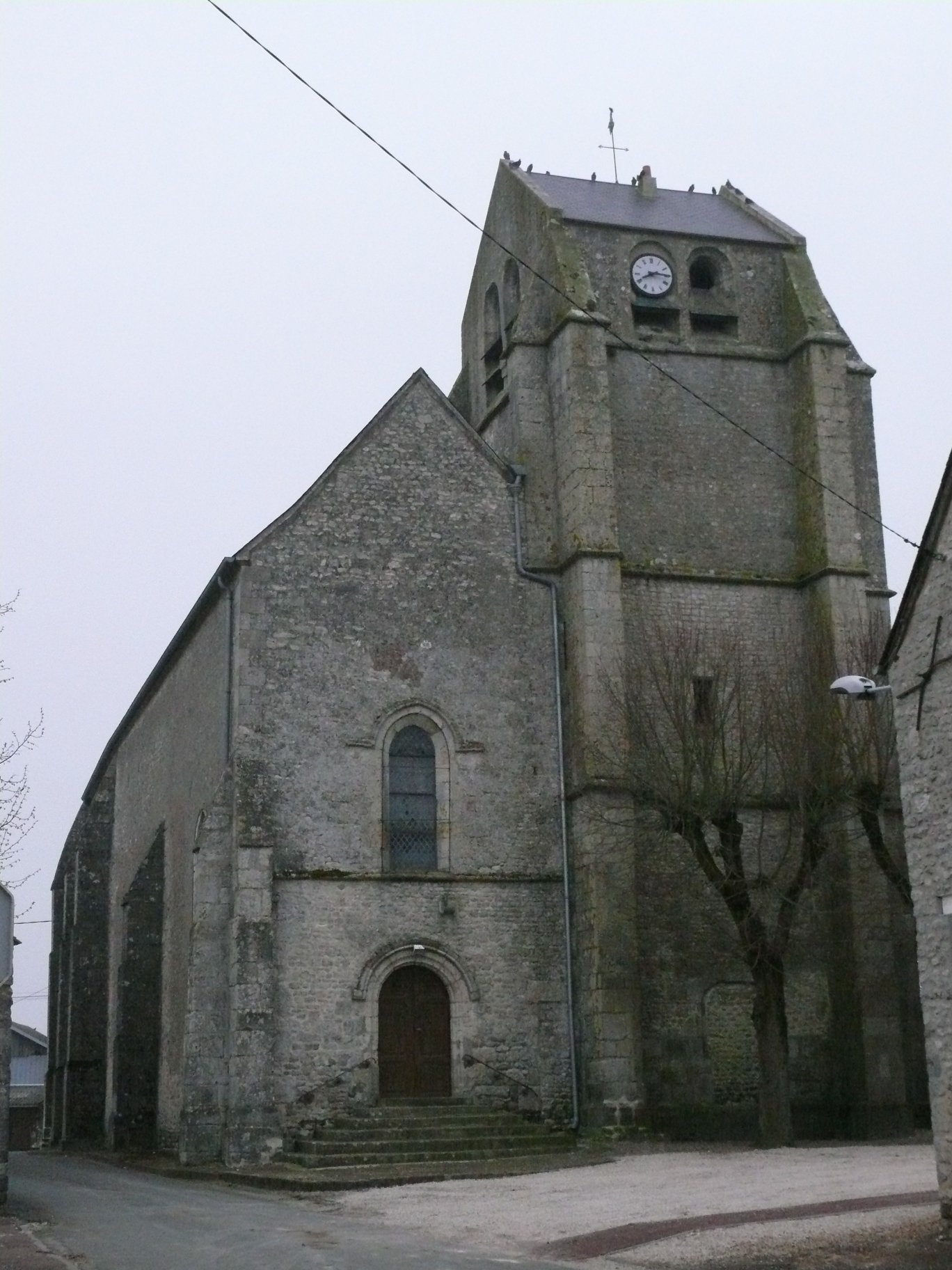
L'église Saint-Julien.